# Cleurie
Cleurie és un municipi francès, situat al departament dels Vosges i a la regió del Gran Est. L'any 2007 tenia 622 habitants.

## Demografia

### Població
El 2007 la població de fet de Cleurie era de 622 persones. Hi havia 266 famílies, de les quals 68 eren unipersonals (32 homes vivint sols i 36 dones vivint soles), 117 parelles sense fills, 73 parelles amb fills i 8 famílies monoparentals amb fills.
La població ha evolucionat segons el següent gràfic:
Habitants censats

### Habitatges
El 2007 hi havia 326 habitatges, 266 eren l'habitatge principal de la família, 47 eren segones residències i 13 estaven desocupats. 239 eren cases i 87 eren apartaments. Dels 266 habitatges principals, 213 estaven ocupats pels seus propietaris, 42 estaven llogats i ocupats pels llogaters i 10 estaven cedits a títol gratuït; 10 tenien dues cambres, 29 en tenien tres, 54 en tenien quatre i 173 en tenien cinc o més. 192 habitatges disposaven pel capbaix d'una plaça de pàrquing. A 107 habitatges hi havia un automòbil i a 139 n'hi havia dos o més.

### Piràmide de població
La piràmide de població per edats i sexe el 2009 era:
| Homes | Edats   | Dones |
| ----- | ------- | ----- |
| 0     | 95 o +  | 0     |
| 0     | 90 a 94 | 0     |
| 0     | 85 a 89 | 0     |
| 0     | 80 a 84 | 4     |
| 8     | 75 a 79 | 20    |
| 8     | 70 a 74 | 12    |
| 12    | 65 a 69 | 20    |
| 24    | 60 a 64 | 12    |
| 8     | 55 a 59 | 8     |
| 24    | 50 a 54 | 36    |
| 44    | 45 a 49 | 36    |
| 32    | 40 a 44 | 36    |
| 12    | 35 a 39 | 8     |
| 16    | 30 a 34 | 20    |
| 40    | 25 a 29 | 20    |
| 20    | 20 a 24 | 20    |
| 16    | 15 a 19 | 32    |
| 36    | 10 a 14 | 24    |
| 12    | 5 a 9   | 20    |
| 20    | 0 a 4   | 12    |

## Economia
El 2007 la població en edat de treballar era de 430 persones, 313 eren actives i 117 eren inactives. De les 313 persones actives 299 estaven ocupades (156 homes i 143 dones) i 14 estaven aturades (10 homes i 4 dones). De les 117 persones inactives 73 estaven jubilades, 23 estaven estudiant i 21 estaven classificades com a «altres inactius».

### Ingressos
El 2009 a Cleurie hi havia 265 unitats fiscals que integraven 654 persones, la mediana anual d'ingressos fiscals per persona era de 18.330 €.

### Activitats econòmiques
Dels 20 establiments que hi havia el 2007, 1 era d'una empresa extractiva, 1 d'una empresa de fabricació de material elèctric, 2 d'empreses de fabricació d'altres productes industrials, 8 d'empreses de construcció, 4 d'empreses de comerç i reparació d'automòbils, 1 d'una empresa immobiliària i 3 d'empreses de serveis.
Dels 7 establiments de servei als particulars que hi havia el 2009, 2 eren paletes, 1 fusteria, 3 electricistes i 1 empresa de construcció.
L'any 2000 a Cleurie hi havia 5 explotacions agrícoles.

## Equipaments sanitaris i escolars
El 2009 hi havia una escola elemental.

## Poblacions més properes
El següent diagrama mostra les poblacions més properes.